# 小河勝
小河 勝（おごう まさる、1944年9月18日 - ) は、大阪府大阪市出身の教育者。元公立中学校教諭。元大阪府教育委員会委員。元和歌山大学教育学部非常勤講師。元大阪樟蔭女子大学学芸学部非常勤講師。株式会社小河教育研究所代表取締役社長。ミレニアムエデュケーションセンターJAPAN（MEC-JAPAN）代表理事。学校法人ポプラ学園理事。ポプラ介護福祉学校校長。

## 経歴
1963年、大阪府立生野高等学校卒業。1970年、信州大学文理学部自然科学科卒業。
大阪市立本庄中学校の臨時講師を務めたことがきっかけで教育に関心を持ち、1973年に大阪市立加美中学校の理科教諭となる。大阪市立港中学校を経て、1998年から大阪市立市岡中学校に勤務。2005年3月に退職。
2005年、中学生の自主学習を手助けする「小河学習館」を開講し、館長に就任。
大阪府知事・橋下徹の意向で、2008年10月から大阪府教育委員会委員に就任。委員長職務代理者に指定される（2期）。
2010年3月、奈良市に未来を切り開く学習塾「奈良ゼミナール」を石川翼と共に開校し、小河は塾長に、石川は教室長に就任。
2010年11月、大阪府知事と教育委員は韓国の教育視察を行う。小河は橋下徹、隂山英男らとソウル科学高校、ソウル教育研究情報院、大元外国語高校、中谷小学校、大韓民国教育科学技術部、ソウル特別市教育庁、城東工業高校、漢江中学校、善隣インターネット高校、ソウル日本人学校を訪問した。
2011年12月、大阪維新の会が大阪府議会に提出した教育基本条例案を巡り、条例案に反対してきた府教育委員は、府議会で維新側との議論に応じると表明したが、大阪府知事・松井一郎の「対案を出すのか、さもなくば辞職を」という強硬な姿勢に委員らは「現在の枠組み内で教育改革はできる」と反発した。小河は日本経済新聞社の取材に対し「大阪の教育をよくしたいとの思いを共有してきたが、なぜ条例という形にこだわるのか理解できない」と指摘。「指導力不足の教員をなくすなど個別の課題は現状の制度の中で改善できる」と強調した。
2016年、全国各地で学力向上に取り組む隂山英男と共に、田川市学力向上アドバイザーに就任。2017年10月、地方教育行政功労者表彰を受ける。小河は表彰式で「子どもたちが自ら知識を深めて、個性や能力を伸ばし、人生を切り開く力を身につけるには、学校と家庭、地域がしっかりと連携していく必要があり、その橋渡し役となる教育委員会の使命は、大変大きいものがあります。本日の表彰に恥じることのないよう、それぞれの立場で各地の教育と教育行政の発展のため、一層尽力していく所存です。」と述べた。2021年4月14日、特定非営利活動法人ミレニアム・エデュケーション・センター・JAPANを設立し、代表理事に就任。同年4月20日より、教育方法・人材育成方法に関する研究、研修などの実施を目的とした事業活動を開始。
2024年、学校法人ポプラ学園理事、ポプラ介護福祉学校校長に就任。

## 小河式プリント
小河式プリントは、岸本裕史と隂山英男が普及させた百ます計算などを取り入れた書き込み式の教材。中学生向けの国語基礎篇・数学基礎篇がある。中学国語基礎篇は、国語の成績をあげる「描写」「自己表現」「論理的思考」の3の能力を、1日30分、2か月で習得。3・3システム、転写法を採用。中学数学基礎篇は、算数チェックテストで、小学校のつまづきを手当てしながら、中学数学の土台である一次方程式の文章題まで1か月でかけあがる。未来を切り開く学力シリーズ小河式プリントはベストセラーになり、基礎学力の養成に役立つとして、全国の中学校や学習塾で利用された。隂山英男と共に全国各地を回り、小・中学生の基礎学力向上に取り組んだ。

## 受賞歴
- 2017年 地方教育行政功労者表彰[13]

## 著書
- 『学力低下を克服する本』文藝春秋（隂山英男と共著）2003年1月1日 ISBN 978-4163593500
- 『学力低下を克服する本』文春文庫（隂山英男と共著）2006年12月6日 ISBN 978-4167717162
- 『親子でつける自信と学力―小河式―家庭学習に本当に大切なこと』エクスナレッジ 2004年12月10日 ISBN 978-4767804033

### 未来を切り開く学力シリーズ 小河式プリント
- 『中学数学基礎篇』文藝春秋 2003年7月24日 ISBN 978-4163652504
- 『中学国語基礎篇』文藝春秋 2003年12月11日 ISBN 978-4163655406
- 『中学生からの勉強法』文藝春秋（本多敏幸、橋野篤と共著）2006年6月28日 ISBN 978-4163682501
- 『中学数学基礎篇 改訂新版』文藝春秋 2010年7月23日 ISBN 978-4163728100

### 未来を切り開く学力シリーズ 小河式3・3モジュール
- 『小学4年生 算数1 わり算・計算のきまり』文藝春秋 2010年12月16日 ISBN 978-4163734606
- 『小学4年生 算数2 小数・分数・グラフ』文藝春秋 2010年12月16日 ISBN 978-4163734705
- 『小学4年生 算数3 図形と面積』文藝春秋 2010年12月16日 ISBN 978-4163734804
- 『小学5年生 算数1 小数のかけ算とわり算・平均』文藝春秋 2011年2月25日 ISBN 978-4163737508
- 『小学5年生 算数2 分数・百分率・倍数と約数』文藝春秋 2011年2月25日 ISBN 978-4163737607
- 『小学5年生 算数3 図形と面積・体積』文藝春秋 2011年2月25日 ISBN 978-4163737706
- 『小学6年生 算数1 比・速さ・比例と反比例』文藝春秋 2011年3月7日 ISBN 978-4163738109
- 『小学6年生 算数2 文字と式・分数のかけ算とわり算』文藝春秋 2011年3月7日 ISBN 978-4163738208
- 『小学6年生 算数3 図形 円・体積・合同・対称』文藝春秋 2011年3月7日 ISBN 978-4163738307

## 雑誌
- 『読売ウイークリー 62巻9号 通号2856 有名校に続々! あの陰山・小河先生対談--詰め込み大賛成、基礎なくして「ゆとり」なし』読売新聞東京本社 2003年3月2日 国立国会図書館書誌ID 6442732
- 『本の話 9巻3号 通号94 特別対談 陰山英男×小河勝「読み書き計算」が子どもを救う』文藝春秋 2003年3月
- 『Sapio 15巻20号 通号329 記事 書想倶楽部 書想対談 小河勝×メル・レヴィーン 学校の授業がわからない子ども達にとって、達成感こそビタミン剤だ』小学館 2003年10月8日 国立国会図書館書誌ID 6704286
- 『別冊宝島 ムック 1216号 親子の時間 特集：親子勉強が成功した工夫いっぱい12家族のストーリー「親子学習を考えようプロジェクト!」』宝島社 2005年10月4日 ISBN 4-7966-4911-5
- 『プレジデント 44巻8号 別冊「計算力」小河勝の必殺技 算数の概念を体感させよう（特集1 才能は親が伸ばす 頭のいい子の生活習慣；基礎学力アップ! 1日10分の父親授業）』プレジデント社 2006年4月17日 国立国会図書館書誌ID 7871793
- 『塾ジャーナル 2006年11月号「理数科指導を通して得た国語教育の重要性」』ルックデータ出版 2006年11月[14][15]
- 『週刊文春 / 文芸春秋[編]52巻49号 通号2606 冬休みに差がつく「7つの習慣」学力も知能指数も上がる「奇跡の算数ドリル」』文芸春秋 2010年12月23日 国立国会図書館書誌ID 10915139
- 『増刊 edu（エデュー）思春期 edu 2013年08月号 小河勝先生から高学年ママへ 小学校時代は子どもをしっかりと抱きとめて』小学館 2013年6月18日[16][17]
- 『プレジデントFamily（ファミリー）2018年01月号（2018冬号：算数が大得意になる）13巻1号「低学年・中学年・高学年 わが子の計算力を緊急チェック!」』プレジデント社 2017年12月5日[18][19]
- 『文芸春秋 97巻5号 10分間学習で子供の顔つきが変わる』文芸春秋 2019年5月 国立国会図書館書誌ID 029623164

## 書評
- 2009年1月20日『「ケータイ持ち込み禁止」は端緒に過ぎない』[20]

## 講演
- 2003年8月30日『「学力作りのために」－学校でできること、家でできること－』教育講演会[21][22]
- 2004年1月30日『「低学力克服の取り組みについて」学力向上フロンティア事業講演会』[23]
- 2006年9月24日『第1部 基調講演「理数科指導を通して得た国語教育の重要性」』[24]
- 2007年10月21日『記念講演「学力づくりと家庭づくり」山口県PTA研修大会 山陽小野田大会』[25]
- 2008年7月2日『「勉強と未来」小河勝先生講演会』松阪市立東部中学校[26]
- 2009年3月28日『徹底反復学力向上セミナーin大阪』NPO法人日本標準教育研究所 徹底反復研究会[27][28]
- 2009年10月17日『「学力作りと家庭づくり 荒れる キレる」大阪樟蔭女子大学・短期大学部 オープンカレッジ』[29][30]
- 2009年10月23日『秋季研修大会「モジュール授業の理論と実践」』山陽小野田市中学校長研修大会[31]
- 2009年11月14日『「学力づくりと家庭づくり」教育講演会』岸和田市立土生中学校[32]
- 2010年11月16日『「小・中合同研修会」金武町学力向上対策委員会』金武町教育委員会[33]
- 2011年1月13日『「勉強は未来を作る」金武町立嘉芸小学校 げんき亭』金武町教育委員会[34]
- 2011年1月14日『「勉強は未来を作る」金武町立金武中学校 体育館』金武町教育委員会[35]
- 2011年4月21日『【教育講演】「モジュール授業」の実践について』大阪府立藤井寺工科高等学校[36]
- 2011年5月28日『第1部 基調講演「今日の学力の実態とモジュール（短時間集中型反復学習法）の可能性」』[37]
- 2011年12月24日『「現在の学力問題」雲雀丘学園小学校 雲雀丘学園中学校・高等学校』[38][39]
- 2012年8月25日『第23回 公開講座・公開授業 今後の大阪の教育について』大阪府立生野高等学校 同窓会[40]
- 2012年9月1日『どうする学校教育 いま大阪で起きている「教育改革」を福岡で考える』[41]
- 2013年8月30日『義務教育と高校・大学教育との連携（第9回全国大会招待講演の記録）』[42]
- 2022年3月17日『「基礎力の徹底強化が劇的な学力向上を実現する」オンラインセミナー』[43]

## 対談
- 『教育対談集 第3話 小河勝「今、大阪の教育に求められているもの」』WASEDABOOKが贈る別冊クラッセ|中村俊一の教育BOX（OBC放送）の対談を再構成[44][45]

## シンポジウム
- 1994年11月『「現代を生きる力と子どもの学力形成」教育実践論の立場から 提案者』[46]
- 2003年7月5日『第2回「学力・学ぶ意欲・競争 - 教育改革の行方」パネリスト』[47]
- 2011年12月3日『「どうなる どうする 大阪の教育 ～大阪府教育基本条例案を考える～」パネリスト』[48]

## 独立行政法人国際協力機構（Japan International Cooperation Agency）
- 2013年『ICTを活用した小河方式の普及、学校塾による数学教育の強化、数学教育に関する教員養成大学の強化、ITを活用した小河方式の全世界への展開』[49]
- 2016年『子供たちの数学達成度を向上させるための持続的な活動が可能となるビジネスモデルを構築する』[50]
- 2017年『途上国での数学教育の課題は中等教育以前の初等教育にある』[51]
- 2017年『小河方式に関するセミナー』[52]
- 2019年『エジプト施設の訪問、対談で考え感じたこと』[53]
- 2022年『インドネシア ODA事業リスト（民間連携）』[54]
- 2024年『小河式モジュール学習（数の概念、集合の概念、合成分解、四則演算を体系的に習得する学習プログラム）』[55]
- 2024年『外部人材総括。外部人材の取りまとめ、現地教育事情・教材使用状況分析、教員研修、教材活用法検討、教材現地化への助言』[56]